# (20394) Fatou
(20394) Fatou est un astéroïde de la ceinture principale.

## Description
(20394) Fatou est un astéroïde de la ceinture principale. Il fut découvert le 28 juin 1998 à Prescott (Arizona) par Paul G. Comba. Il présente une orbite caractérisée par un demi-grand axe de 3,13 UA, une excentricité de 0,14 et une inclinaison de 6,7° par rapport à l'écliptique.

## Compléments